# Жерар де Ридфор
Жерар де Ридфор (фр. Gérard de Ridefort) је био десети велики мајстор витезова Темплара, на челу реда је био од 1184. па до своје смрти 1189. Жерар де Ридфор је највероватније рођен у Фландрији око 1140. и није позната тачна година његовог доласка у Свету земљу. Помиње се крајем 1170. у служби краља Балдуина IV од Јерусалима као Маршал краљевства. Темпларима је приступио 1181. и већ две године касније добија чин (фр. Sénéchal) да би на крају 1184. после смрти Арноа де Торожа постао велики мајстор.
Учествовао је у династичким превирањима коју су наступила након смрти краља Балдуина IV 1185. а затим и његовог младог сина Балдуина V 1186. све време заступајући интересе свог савезника Гија Лизињана који је на крају и постао краљ Јерусалима 1186. Саладин је хтео да изврши инвазију на територије краљевине Јерусалим. Кампање које је Жерар де Ридфор спроводио против Саладина биле су несмотрене и коштале су га много живота витезова реда. Један од највећих пораза десио се у бици код Хатина у којој је уништена готово цела Јерусалимска војска, Саладин је заробио и погубио више од две стотине витезова Темплара, један од заробљених био је и велики мајстор али је он за разлику од других пуштен. Саладин је наставио своје напредовање кроз краљевство и преузео градове Газу, Акре, Ашкелон, Јафу, Бејрут, Сидон. Неки од ових градова које су бранили Темплари предати су без борбе. По неким хроничарима када је чуо за пораз Папа Урбан III је умро од шока. У поседу крсташа остао је само Тир. Жерар де Ридфор је 1189. са Ли Гизињаном поново удружио снаге и учествовао у опсади Акреа али је том приликом погинуо или погубљен у заробљеништву.
На месту великог мајстора наследио га је Робер де Сабле.